# نگارخانه ملی ارمنستان
نگارخانه ملی ارمنستان (ارمنی: Հայաստանի ազգային պատկերասրահ؛ انگلیسی: National Gallery of Armenia) موزه‌ای هنری در شهر ایروان، پایتخت ارمنستان است.
این موزه که در میدان جمهوری ایروان قرار دارد در سال ۱۹۲۱ تأسیس شده است. نگارخانه ملی ایروان در سال ۲۰۰۵ میلادی ۶۵٬۰۰۰ بازدیدکننده داشته‌است.
نگارخانه ملی ارمنستان آثاری از هنرمندانی همچون هاکوپ هوناتانیان، ایوان آیوازوفسکی، گوروگ باشینجاقیان، پانوس ترلمزیان، وارتگس سورنیانس، وارطان ماخوخیان، ماردیروس ساریان، هاکوب کوجویان، ادگار شاهین، گریگور خانجیان، میناس آوتیسیان را نگه‌داری میکند.

## نگارخانه

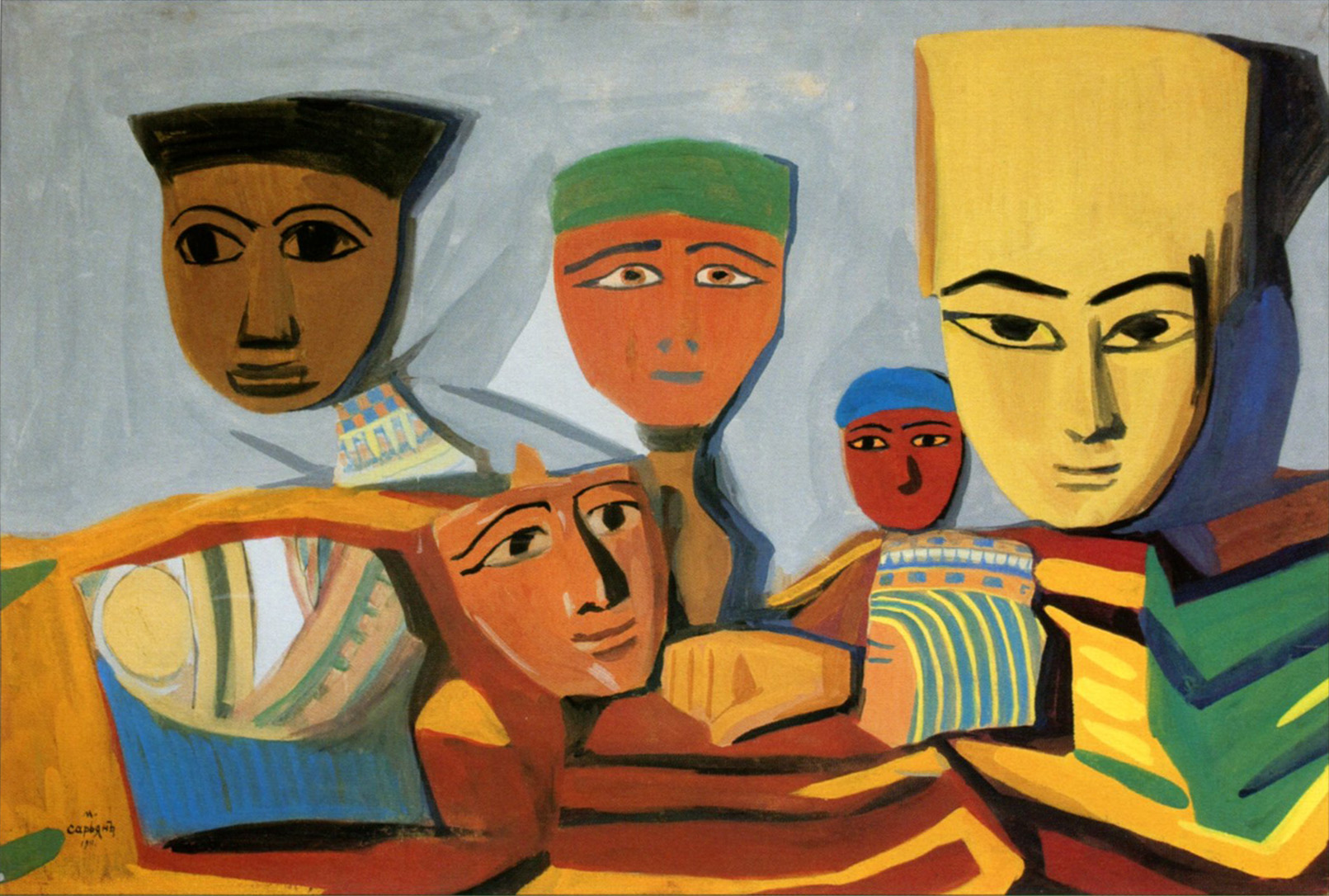
صورتک‌های مصری
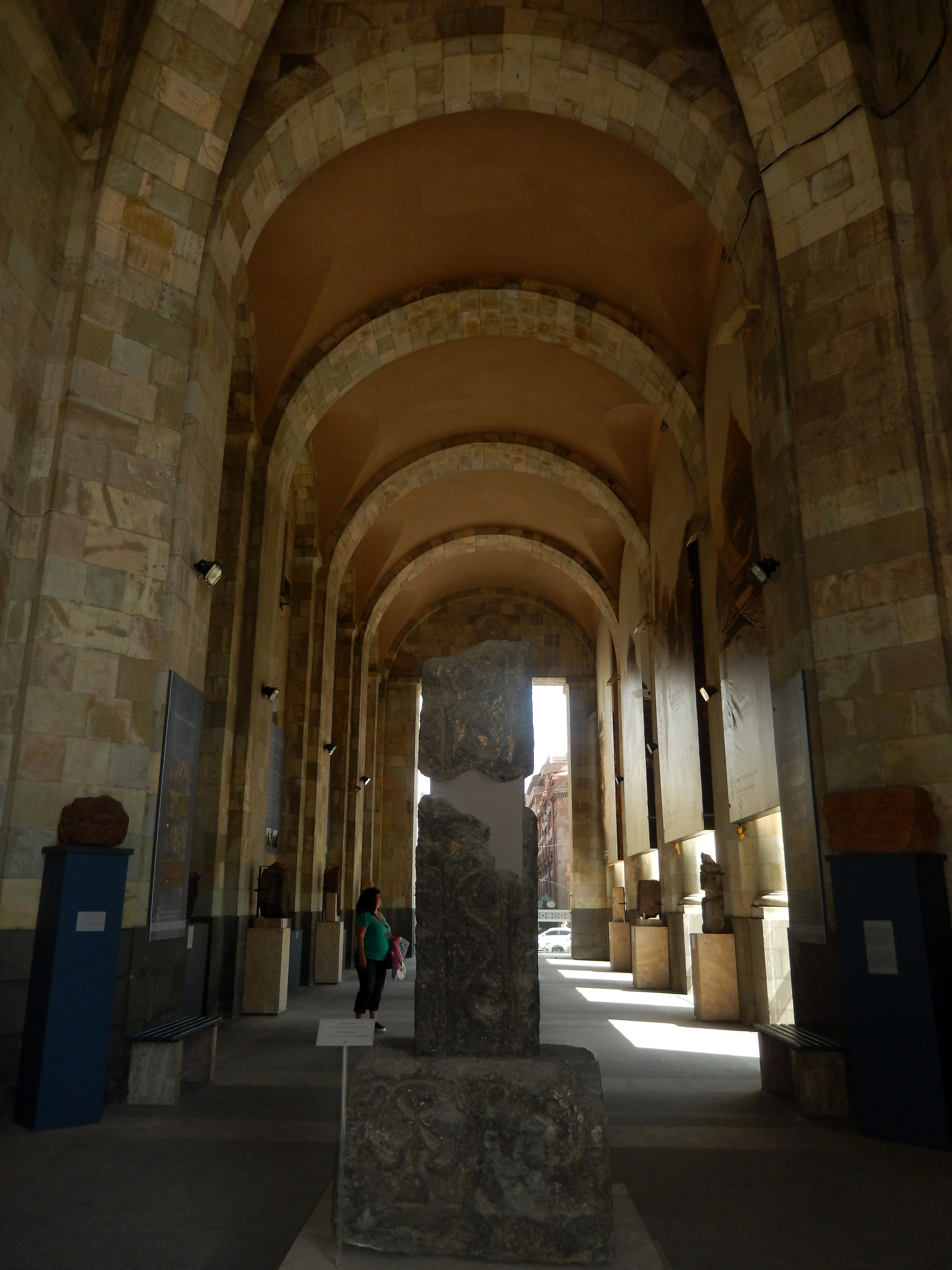
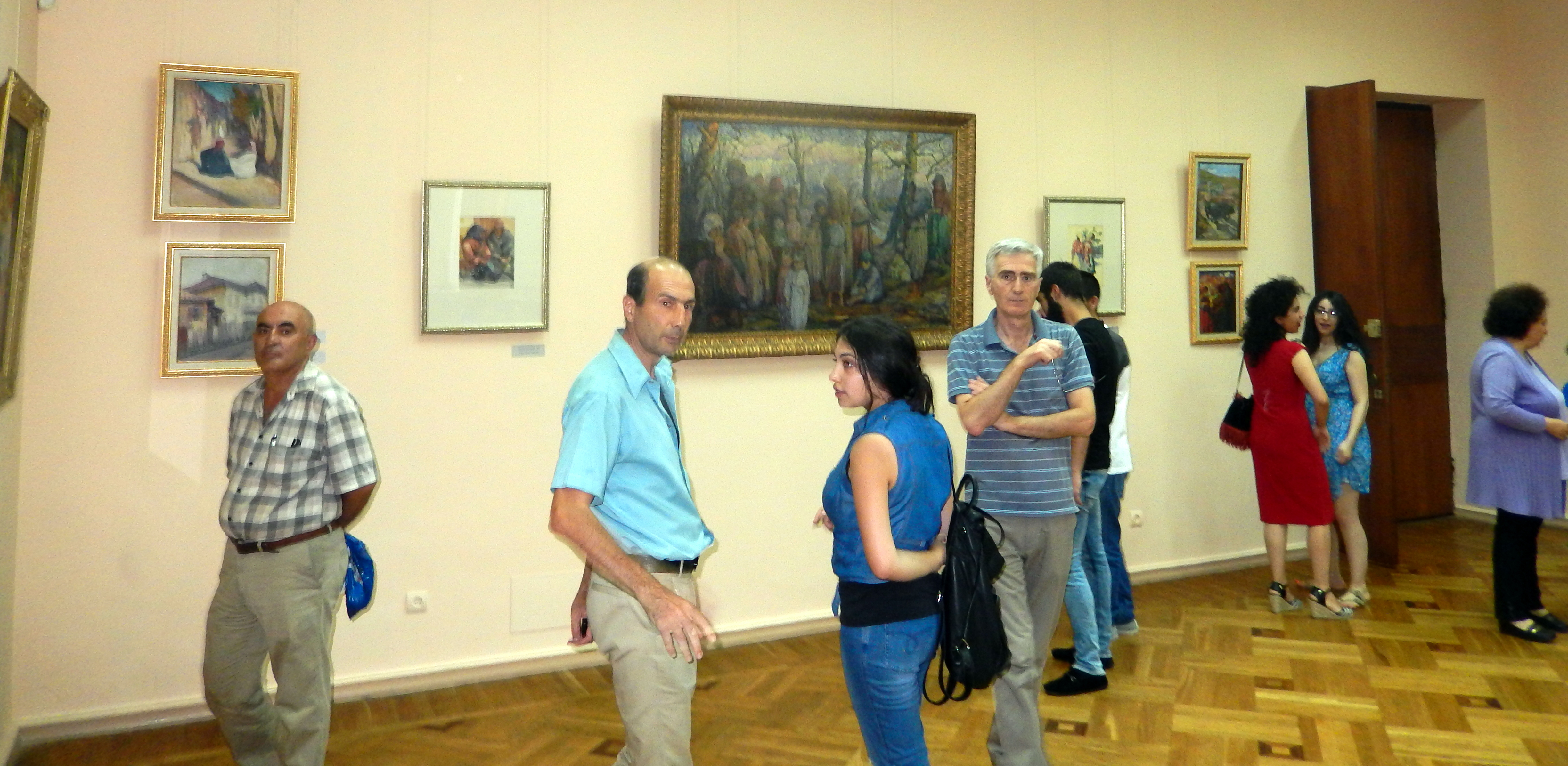
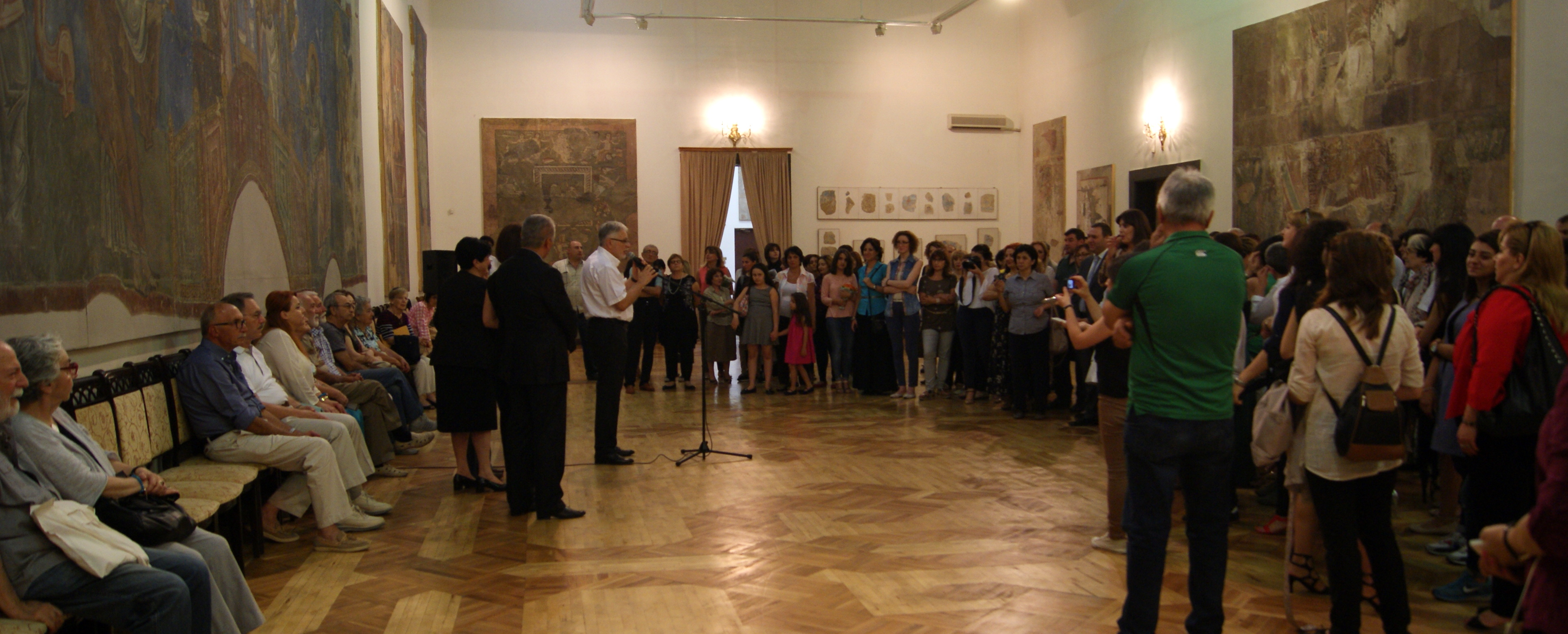
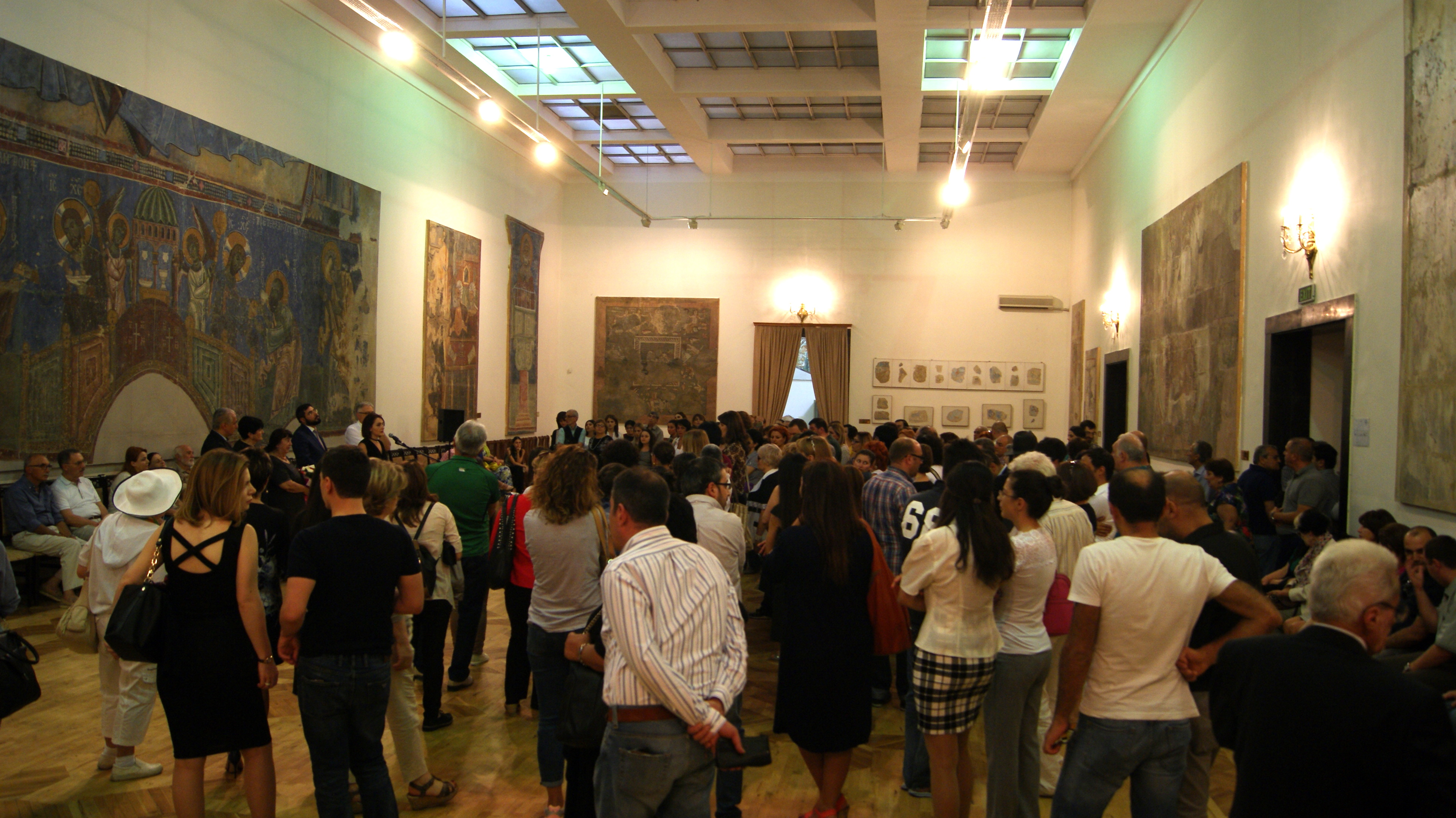
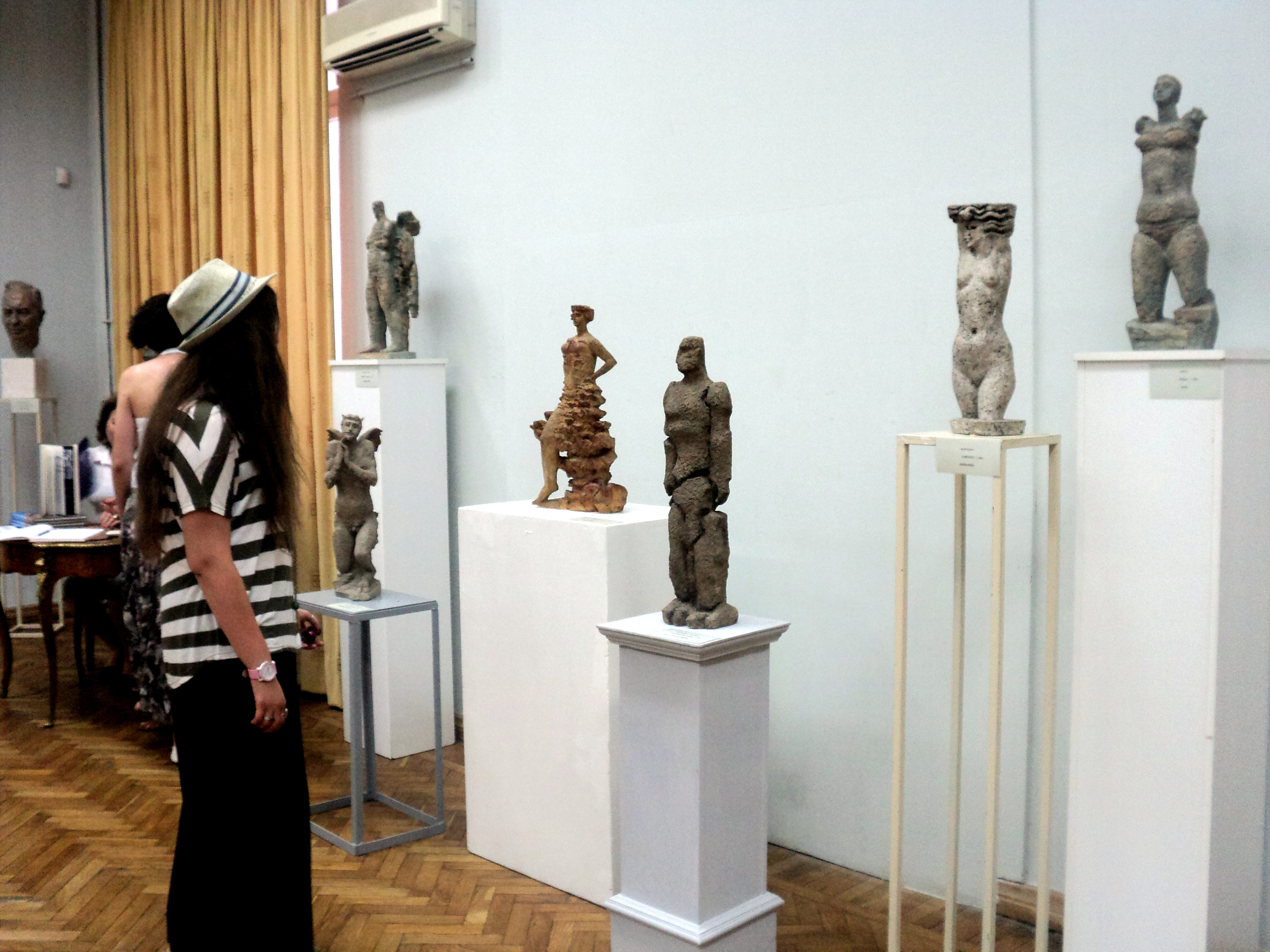
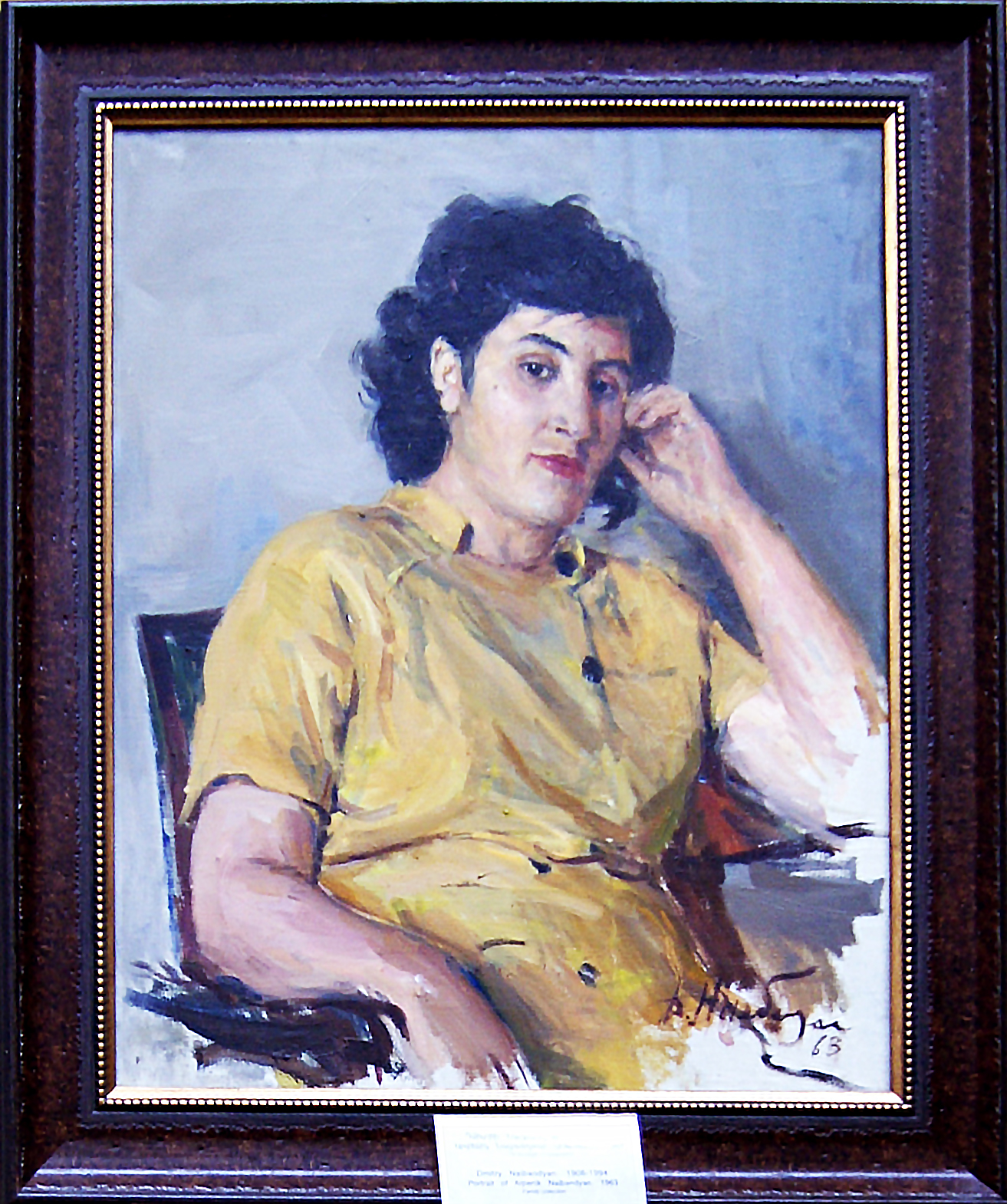
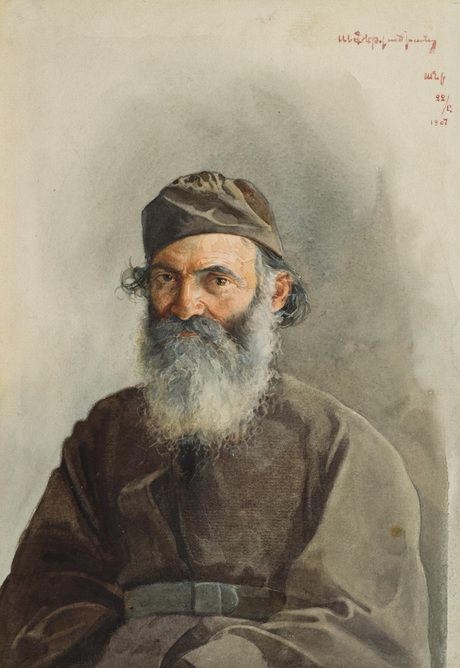
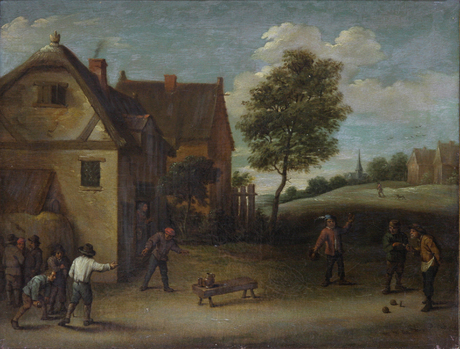
۱۹۱۱ م.
اثر ماردیروس ساریان